# Bangor Fuels Arena
Bangor Fuels Arena (do 2015 roku Clandeboye Park) – stadion piłkarski w Bangor, w Irlandii Północnej. Został otwarty 14 września 1935 roku. Może pomieścić 2850 widzów. Swoje spotkania rozgrywają na nim piłkarze klubów Bangor FC i Ards FC.

## Historia
Stadion klubu Bangor FC został otwarty 14 września 1935 roku. Poprzednim obiektem zespołu był Ballyholme Showgrounds. Na inaugurację nowego obiektu gospodarze przegrali z drużyną Cliftonville FC 0:1.
Boisko piłkarskie na stadionie dawniej było otoczone przez bieżnię. W latach 60. XX wieku regularnie organizowano na obiekcie wyścigi samochodów i gokartów.
W latach 80. XX wieku wybudowano obecny budynek klubowy, który sytuowany jest centralnie względem boiska, przy linii bocznej od strony północnej. Poprzedni budynek klubowy, który znajdował się za linią końcową boiska po stronie wschodniej, został rozebrany w latach 90. XX wieku by zrobić miejsce pod dodatkowe trybuny. 4 listopada 1987 roku zostało na stadionie zainaugurowane sztuczne oświetlenie.
W pierwszej połowie lat 90. XX wieku na stadionie odbyły się trzy spotkania drużyny Bangor FC w europejskich pucharach.
W 1998 roku Ards FC, klub z pobliskiego miasta Newtownards, sprzedał swój dotychczasowy obiekt, Castlereagh Park. Drużyna początkowo grywała na kilku różnych boiskach w okolicznych miejscowościach: Solitude w Belfaście, Taylors Avenue w Carrickfergus i Dixon Park w Ballyclare. Ostatecznie zespół na dłużej zadomowił się na Clandeboye Park, gdzie występuje do dziś (2020), choć klub wciąż deklaruje chęć powrotu do Newtownards.
W 2008 roku otwarto budynek centrum medialnego, który powstał na zachód od budynku klubowego. W tym samym roku sprzedano także przestrzeń za zachodnią bramką firmie deweloperskiej. W 2011 roku za bramką wybudowano mur, odgradzający ten teren od stadionu.
W 2015 roku, po podpisaniu umowy sponsorskiej, dotychczasową nazwę stadionu (Clandeboye Park) zmieniono na Bangor Fuels Arena.